# Namorar Pelado (Beijo Na Boca)
«Namorar Pelado (Beijo Na Boca)», conocida en español como «Beso en la boca», es una canción brasileña de género axé, interpretada por el grupo musical Axé Bahia, incluida en su primer álbum de estudio Tudo Bem. Es también la que más destacó y marcó el grupo y alcanzó posiciones máximas al número 2 en Chile, 1 en México (por 2 semanas) e inferiores a 6 en Latinoamérica.
Originalmente fue compuesto por el compositor brasileño MC Pelé, nacionalmente conocido después que el grupo Axé Bahía lo promocionara como primer 'sencillo' de su álbum debut, y después conocido internacionalmente luego que el grupo grabara el primer cover. Luego el grupo lanzó más versiones de éste.

## Videoclip
El primer videoclip empieza con los integrantes del grupo bailando en un cuarto de fondo de colores de discoteca cada uno, en la que se enfoca a cada uno en un cuarto distinto (estas escenas duran los primeros segundos de la canción), luego se enfoca a una discoteca real (como las manos del dj y gente entrando y besándose ), luego se ve a Flaviana, Jociney y a Bruno que son encargados de los tragos y cantan al ritmo de la canción, luego a Jeferson que es un cliente, y finalmente a Francini que es una empleada barriendo la pista. Después se ve al dueño de la discoteca con su supuestamente hija que supervisan la escena (escenas muestran a Jeferson besando a la hija del mánager). Al parecer los trabajadores incluyendo a Jeferson, se cansan de los maltratos de su jefe y deciden entretener la fiesta cambiándose y subiéndose a la pista de baile. El videoclip termina cuando Flaviana toma el rostro del jefe diciendo en portugués: Ay, Ponte Serio.
También existe otro videoclip pero la diferencia es que éste tiene la coreografía de la canción completa (es decir que en toda la canción se está bailando por los integrantes), este vídeo con coreografía tiene dos versiones, la primera es con gráficos rojos y la segunda es con gráficos negros. En su vestimenta todos usan un conjunto de rojo y negro. Esta versión termina cuando Flaviana dice: Ay Ponte Serio. Y luego aparecen letras grandes diciendo GAME OVER.

## Otras versiones
1. Namorar Pelado (Beijo Na Boca): Es la versión original en portugués, grabada entre 1999- 2002, incluida en el track 1 del álbum Tudo Bem del 2002.
2. Beso En La Boca: Es la versión en español grabada entre 2002-2003, incluida en el track 14 del álbum Vuelve la Onda Del Verano.
3. Beso En La Boca (Versión Internacional): Es la versión de partes en portugués, español e inglés, regrabada en el año 2005 en el track 11 del álbum Positivo (álbum alternativo).
4. Beso en la Boca (Ver. Miami) y Beso en la Boca (Ver. Mosatelli): Canciones masterizadas y remezcladas del álbum Vuelve La Onda - Verano 2004 (álbum editado de “Vuelve La Onda Del Verano").